# Раптакис, Леонидас
Леони́дас (Лу) П. Рапта́кис (греч. Λεωνίδας (Λου) Π. Ραπτάκης, англ. Leonidas (Lou) P. Raptakis; род. 18 ноября 1959, Кранстон, Род-Айленд, США) — американский политик-демократ греческого происхождения, член Палаты представителей штата Род-Айленд от 31-го избирательного округа (1993—1997), член Сената штата Род-Айленд от 20-го (1997—2003) и 33-го (2003—2011, с 2013 года) избирательных округов. В 2010 году выдвигал свою кандидатуру на пост секретаря штата Род-Айленд. Является членом Американо-греческого прогрессивного просветительского союза и Всемирной греческой межпарламентской ассоциации (WHIPA).

## Биография
Родился 18 ноября 1959 года в городе Кранстон (Род-Айленд, США) в греческой семье. Имеет брата.
Родители Леонидаса родом с острова Андрос (Киклады, Греция). Его отец, работая на греческом океанском лайнере, приехал в США в 1940 году. После того как судно прибыло в Нью-Йорк он попросил политического убежища. Когда США вступили во Вторую мировую войну, был призван в армию, отслужив с 1942 по 1945 годы. В 1958 году поехал обратно в Грецию, где женился на будущей матери Леонидаса и его брата, после чего вернулся в Род-Айленд.
Окончил государственную среднюю школу в Ковентри. Получил степень ассоциата (A.A.) в общественном колледже Род-Айленда (1981) и степень бакалавра гуманитарных наук (B.A.) в Род-Айлендском колледже (1985).
До начала политической карьеры в 1992 году занимался ресторанным бизнесом.

## Сенат штата Род-Айленд

### Участие в комитетах
- Юридический комитет (член);[4]
- Комитет по специальному законодательству и делам ветеранов (секретарь).[2][5]

## Греческие вопросы
Раптакис придерживается твёрдой позиции по интересующим Грецию вопросам, в том числе:
- продвижение резолюции по разделённому Кипру (см. также Турецкое вторжение на Кипр);
- признание греческих корней Македонии (см. также Македонский вопрос, Спор об именовании Македонии, Великая Македония);
- стремление к включению Греции в программу «Visa Waiver» (программа правительства США, согласно которой гражданам отдельных стран позволяется путешествовать в Соединённые Штаты в целях туризма, бизнеса, а также находиться в состоянии транзита сроком до 90 дней без необходимости получения визы);
- представление на рассмотрение резолюции по геноциду понтийских греков;
- работа по организации передачи в дар Греции грузового судна «Hellas Liberty» для использования его в качестве морского музея;
- расширение осведомлённости членов Конгресса США по вопросам, представляющим интерес для Греции.

В мае 2010 года, будучи сенатором легислатуры штата Род-Айленд, Раптакис смог добиться признания геноцида понтийских греков в этом штате путём принятия местным законодательным собранием соответствующей резолюции. В мае 2017 года по инициативе Раптакиса (а также при участии нескольких его коллег) Палата представителей и Сенат штата Род-Айленд решительно осудили геноцид понтийских греков и объявили 19 мая Днём памяти жертв геноцида понтийских греков. При этом, выступая на пленарном заседании Сената, Раптакис осудил насильственное поведение членов охраны президента Турции Реджепа Тайипа Эрдогана в отношении мирных демонстрантов, выступавших недалеко от резиденции посла Турции во время визита лидера этой страны в Вашингтон.
Также выступает за признание геноцида греков (составляющей которого является геноцид понтийских греков) и признание геноцида армян.
В начале 2018 года, на фоне активизировавшихся переговоров между Грецией и Македонией по спору об именовании, выступил за проведение референдума, на котором греки могли бы высказать своё мнение относительно использования термина «Македония» в названии соседней страны.

## Членство в организациях
Леонидас Раптакис является членом следующих организаций:
- Американо-греческий прогрессивный просветительский союз (округ № 7, отделение А106);
- Всемирная греческая межпарламентская ассоциация;
- Братство Альфа Омега;
- Благовещенская греческая православная церковь;
- Клуб 100;
- Орден Лосей (Ковентри-Западный Гринвич, ложа № 2285);
- Братский орден полицейских (ложа № 26).[2]

## Личная жизнь
В браке с супругой Донной Марией Деджидио имеет двух детей, дочь Александру-Мари и сына Николаса Питера.